# Pollyanna (romanzo)
Pollyanna è un romanzo per ragazzi pubblicato dalla scrittrice statunitense Eleanor H. Porter nel 1913.
Il romanzo ha avuto diverse trasposizioni cinematografiche e televisive; la trama ha ispirato la sindrome di Pollyanna, ovvero una tendenza che spinge a ricordare gli eventi piacevoli più facilmente di quelli spiacevoli. Il romanzo ha avuto un seguito ufficiale, Pollyanna cresce, e molti apocrifi scritti cioè da altri autori.

## Trama
Pollyanna Whittier, ragazzina di undici anni figlia di un pastore anglicano, rimane orfana di entrambi i genitori e per questo va a vivere dalla zia Polly, una donna molto rigida e austera che accetta di prendere la ragazzina solo per rispettare i suoi doveri. Pollyanna non è affatto dispiaciuta per il carattere della zia. Anzi, grazie alla sua personalità felice di natura, alimentata da un'educazione intelligente, riesce ad amare tutti, e a rendere contenta anche la zia Polly, con "il gioco della felicità", che consiste nel trovare qualcosa di positivo in qualsiasi situazione. Pollyanna conquista ben presto il cuore di quasi tutto il paese e per questo tutti saranno molto dispiaciuti quando le capiterà un incidente che le farà perdere l'uso delle gambe. Pollyanna viene ricoverata in un ospedale e riacquista l'uso delle gambe.

## Trasposizioni

### Teatro
La commediografa Catherine Chisholm Cushing scrisse una versione teatrale del romanzo. La commedia, che aveva lo stesso titolo, andò in scena in prima a Broadway il 18 settembre 1916, interpretata da Patricia Collinge. L'attrice vestì i panni di Pollyanna per 112 spettacoli.

### Cinema
Dal romanzo di Eleanore H. Porter sono stati tratti due film:
- Il segreto della felicità, del 1920, con Mary Pickford nel ruolo della protagonista
- Il segreto di Pollyanna, del 1960, con Hayley Mills nel ruolo della protagonista

### Televisione
- Pollyanna (1963)
- The Adventures of Pollyanna (1982)
- Pollyanna (Ai shōjo Pollyanna monogatari, 1986)
- Pollyanna (2003)

## Edizioni
- Eleanor Hodgman Porter, Pollyanna, traduzione di Maria Paola De Benedetti, illustrazioni di Enrico Berrini, Milano, Lito, 1913, SBN UM10064736.
- Pollyanna Edizioni Mursia, collana Beccogiallo p. 94 ISBN 9788842503927